# Левитский, Сергей Дмитриевич
Сергей Дмитриевич Левитский (Левицкий) (1853, Сергиев Посад — после 1917) — русский философ, педагог.

## Биография
Сын рано умершего профессора Московской духовной академии Дмитрия Григорьевича Левитского. Окончил Вифанскую духовную семинарию (1870) и Московскую духовную академию (1874) — 3-м магистрантом по первому разряду выпускников XXIX курса.
Преподавал греческий язык и психологию в Вифанской духовной семинарии, Московском перервинском духовном училище, Синодальном училище в Москве.
Автор работ по нравственному богословию.
Состоял в чине статского советника, награждён орденами Св. Станислава 3 ст. и Св. Анны 3 ст.

## Сочинения
- Идеалы будущего, набросанные в романе «Братья Карамазовы» // Православное обозрение. 1880. № 9. 25 сент. С. 29—67; № 10. 7 окт. С. 215—244.
- Идеи монашества и Валаамская монастырская община: [по поводу кн. В. И. Немировича-Данченко «Крестьянское царство»] // Православное Обозрение. 1883. Февраль, С. 238—298; Март., С. 584—610.
- О принципе народности и вопрос о соединении церквей с точки зрения православия (по поводу некоторых мнений В. С. Соловьёва) // Моск. церк. ведомости. 1884. № 13. С. 22, 25—27.
- Православие и народность. Критические очерки по вопросам философско-богословским и нравственно-педагогическим. — М.: Тип. Л. и А. Снегиревых, 1889. — 278 с.
- Целесообразность устройства ученических общежитий в особенности для детей духовного звания. // Чтения в Обществе любителей духовного просвещения. 1890. Кн. 10.
- Предстоящие коронационные торжества, их внутренний смысл и общенародное значение // Богословский вестник. 1896. № 5. C. 281—297.
- Дарвинизм и нравственный прогресс // Богословский вестник. 1898, № 9. С. 241—280 (2-я пагин.).
- Идеал и действительность // Богословский вестник. 1899, № 9. С. 84—116.
- Личность и общество // Богословский вестник. 1900, № 6. С. 222—240 (3-я пагин); № 7. С. 385—407.
- Сверхчеловек (Ubermensch) Ницше и человек Христа // Богословский вестник. 1901, № 7—8. С. 496—517 (3-я пагин.); № 9, С. 60—87 (2-я пагин.).